# Горан Тробок
Горан Тробок (Сарајево, 6. септембар 1974) бивши је југословенски и српски фудбалер. 

## Каријера
Прве фудбалске кораке направио у Славији из Сарајева. На прволигашку сцену ступио у дресу подгоричке Будућности (1992–97), а каријеру наставио у београдском Партизану (1997–2003). Са „црно-белима“ освојио три титуле првака (1999, 2002, 2003) и два трофеја Купа Југославије (1998, 2001).
Био је интернационалац у Спартаку из Москве (2003–04), кинеском Шангају (2005) и руском Шињику (2006). На заласку каријере наступао за Будућност из Подгорице (2006–07) и ФК Смедерево (2006–07).
За репрезентацију Југославије одиграо 10 утакмица. На турнеји репрезентације Југославије 2001. у Индији одиграо још 5 утакмица против Босне и Херцеговине (1:0), Бангладеша (4:1), Румуније (2:0), Јапана (1:0) и поново у финалу  против БИХ (2:0), али ФИФА није признала сусрете са овог турнира као званичне међудржавне. На сусрету против Бангладеша (4:1) је био и стрелац.

## Трофеји

### Партизан
- Првенство СР Југославије (3) : 1998/99, 2001/02, 2002/03.
- Куп СР Југославије (2) : 1997/98, 2000/01.